# Licantropus
Licantropus (Werewolf by Night), il cui vero nome è Jack Russell, è un personaggio dei fumetti statunitensi creato da Gerry Conway (testi) e Mike Ploog (disegni) nel febbraio del 1972, pubblicato dalla Marvel Comics. È un lupo mannaro, una sorta di antieroe. La testata a lui dedicata si intitola Werewolf by Night. Il personaggio è apparso per la prima volta all'interno della testata Marvel Spotlight (vol. 1) n. 2.

## Storia editoriale
La testata Werewolf by Night (prima serie) è durata 43 numeri, pubblicati negli anni settanta. Il numero 32 è importante per l'introduzione del personaggio di Moon Knight (che fu tradotto in italiano come Lunar). Ben cinque "Giant-Size" sono stati pubblicati in quel periodo. Il personaggio di Jack Russell ha affiancato anche l'esordiente Tigra in Giant-Size Creatures n. 1.
Il personaggio di Russell, nel corso degli anni ottanta, è apparso in varie testate di numerosi personaggi Marvel come Moon Knight, Donna Ragno, i Vendicatori e il Dottor Strange.
È apparso anche sulle riviste di Marvel Comics presents tra il 1991 ed il 1992. È stato uno dei protagonisti della testata dedicata al vampiro vivente Morbius, tra il 1993 ed il 1995. In una lettera pubblicata su di un numero della testata di Morbius veniva rivelato che una mini serie sul personaggio di Russell era in preparazione. La mini serie, però, non è mai stata pubblicata.
Alla fine degli anni novanta ha visto la luce la seconda serie di Werewolf by Night, di 6 numeri. La serie è stata scritta da Paul Jenkins e disegnata da Leonardo Manco. Dopo la cancellazione della serie, la storia continuò sulle pagine della quarta serie di Strange Tales, che aveva tra i protagonisti anche l'Uomo Cosa. Strange Tales (vol. 4) fu cancellato dopo solo 2 numeri a causa delle scarse vendite.
Nel febbraio 2007, la Marvel ha pubblicato un nuovo one-shot intitolato Legion of Monsters: Werewolf by Night scritto da Mike Carey e disegnato da Greg Land.

## Biografia del personaggio
Jack Russell, in realtà, si chiama Jacob Russoff ed è nato in Romania, da Gregor e Laura Russoff. Gregor aveva in sé una maledizione: la licantropia. La maledizione ebbe origine nel XVIII secolo, con Grigori, il quale fu morso da un lupo al servizio di Dracula. Anche Gregor ricevette questa maledizione, e per questo, fu ucciso quando Jack aveva solo due anni. Laura portò via dalla Romania Jack e sua sorella Lissa per andare negli USA, dove Laura sposò il fratello di Gregor, Philip. Qui la famiglia cambia il suo cognome da Russoff a Russell, e Jacob cambia il suo nome in Jack.
Purtroppo per Jack, anche lui ricevette la maledizione il giorno del suo diciottesimo compleanno. In presenza di luna piena, egli si trasformò in una feroce creatura, un lupo mannaro, che andava alla ricerca di vittime. Jack andava alla ricerca di malfattori da uccidere in quanto per lui "il suo potere/maledizione andava usato a fin di bene". Molte volte, le sue vittime sono tornate anch'esse sotto forma di licantropi, cercando di uccidere Jack, ma tutte senza successo. Le avventure, spesso, si concentrano sulla ricerca disperata di Jack di una cura per la sua licantropia. Nel corso del tempo ha imparato a controllarsi. Ha avuto una relazione con una strega di nome Topaz.
In contraddizione, quando la sua vita cominciava ad andare meglio, la sua forma "mannara" divenne più avanzata a causa di uno scienziato di nome dr. Karl Mause, il cui trattamento su Jack donò a quest'ultimo una testa da vero lupo e una grossa coda.
Negli anni Licantropus ha incontrato parecchi supereroi e vari cattivi e alleati soprannaturali, tra i quali Moon Knight, Uomo Ragno, Ghost Rider, Donna Ragno, Dracula, il mostro di Frankenstein, i Vendicatori della Costa Ovest e i Figli della Mezzanotte. Proprio l'incontro con i Figli della mezzanotte sarà fatale per Jack; in quest'occasione il cacciatore di vampiri Blade, posseduto da Darkhold, uccise Jack. Poi ovviamente tutto tornò come prima. Più recentemente Jack è tornato come "Vampire by night", in quanto la sua maledizione è stata modificata a causa di un morso da parte di un vampiro.
Nel 2007 è tornato in un'avventura ambientata in Alabama dove aveva il compito di salvare una famiglia.

## Poteri e abilità
Jack possiede tutte le capacità di un licantropo. Quando si trasforma in Licantropus (cosa che può fare solo con l'oscurità, mentre gli altri licantropi possono farlo solo con la luna piena) sviluppa capacità fisiche sovrumane, sensi super-sviluppati e armi naturali letali. Mentre nella sua forma umana può sollevare circa 2 tonnellate, in forma di licantropo ne può sollevare più di 20. Con la forza delle gambe è anche in grado di spiccare balzi di oltre 30 metri. Se trasformato, guarisce in pochi istanti da ogni ferita e può addirittura rigenerare interi organi o arti persi. Sviluppa olfatto e udito super-sviluppati e artigli e denti in grado di tagliare praticamente qualsiasi cosa, anche i materiali più resistenti, come l'acciaio, il cemento armato e la pietra. Possono addirittura scalfire l'Adamantio. Mordendo qualcuno gli trasmette automaticamente la maledizione, ed è praticamente invulnerabile a qualunque tipo di offesa fisica, come cadute da altezze estreme, alte temperature e persino alla maggior parte delle armi da fuoco. È tuttavia vulnerabile alle armi d'argento.

## Altri media

### Televisione
- Licantropus appare in Marvel Super Heores: What the--?!.
- Licantropus appare in Super Hero Squad Show.
- Licantropus appare in Ultimate Spider-Man.

#### Marvel Cinematic Universe
- Uno speciale televisivo basato su Licantropus e ambientato nel Marvel Cinematic Universe (MCU) è stato distribuito su Disney+ nell'ottobre 2022,[3] con Jack Russell interpretato da Gael García Bernal.[4] Il protagonista si infiltra ad una battuta di caccia organizzata da Verussa Bloodstone per salvare il suo amico Uomo Cosa con l'aiuto di Elsa Bloodstone.

### Videogame
- Licantropus appare in Marvel vs. Capcom 3: Fate of Two Worlds.
- Licantropus appare in Marvel Avengers Academy.
- Licantropus appare come personaggio giocabile in Marvel: Sfida dei campioni.